# Юнгфрау
Юнгфрау (нім. Jungfrau, «діва/незаймана») — один з 29 чотиритисячників Швейцарських Альп та одна з головних вершин Бернських Альп (третя за висотою), розташована між північним кантоном Берн та південним кантоном Вале, на півдороги між містами Інтерлакен та Фіш. Разом з горами Айгер та Мьонх, Юнгфрау формує масивну стіну, яка нависає над Бернським високогір'ям (нім. Berner Oberland) та Швейцарським плато, і є одним з найвиразніших краєвидів Швейцарських Альп.
Політично, Юнгфрау поділена між муніципалітетами Лаутербруннен (кантон Берн) та Фішерталь (кантон Вале).
Будівництво на початку 20-го століття залізниці Юнгфрау, що поєднує перевал Кляйне Шайдегг та Юнгфрауйох, сідловину між горами Мьонх та Юнгфрау, зробило цю територію однією з найвідвідуваніших в Альпах. Разом з льодовиком Великий Алеч на південь від неї, Юнгфрау є частиною природоохоронної території Юнгфрау-Алеч, частина якої з 2001 року включена до Світової спадщини ЮНЕСКО.

## Географія

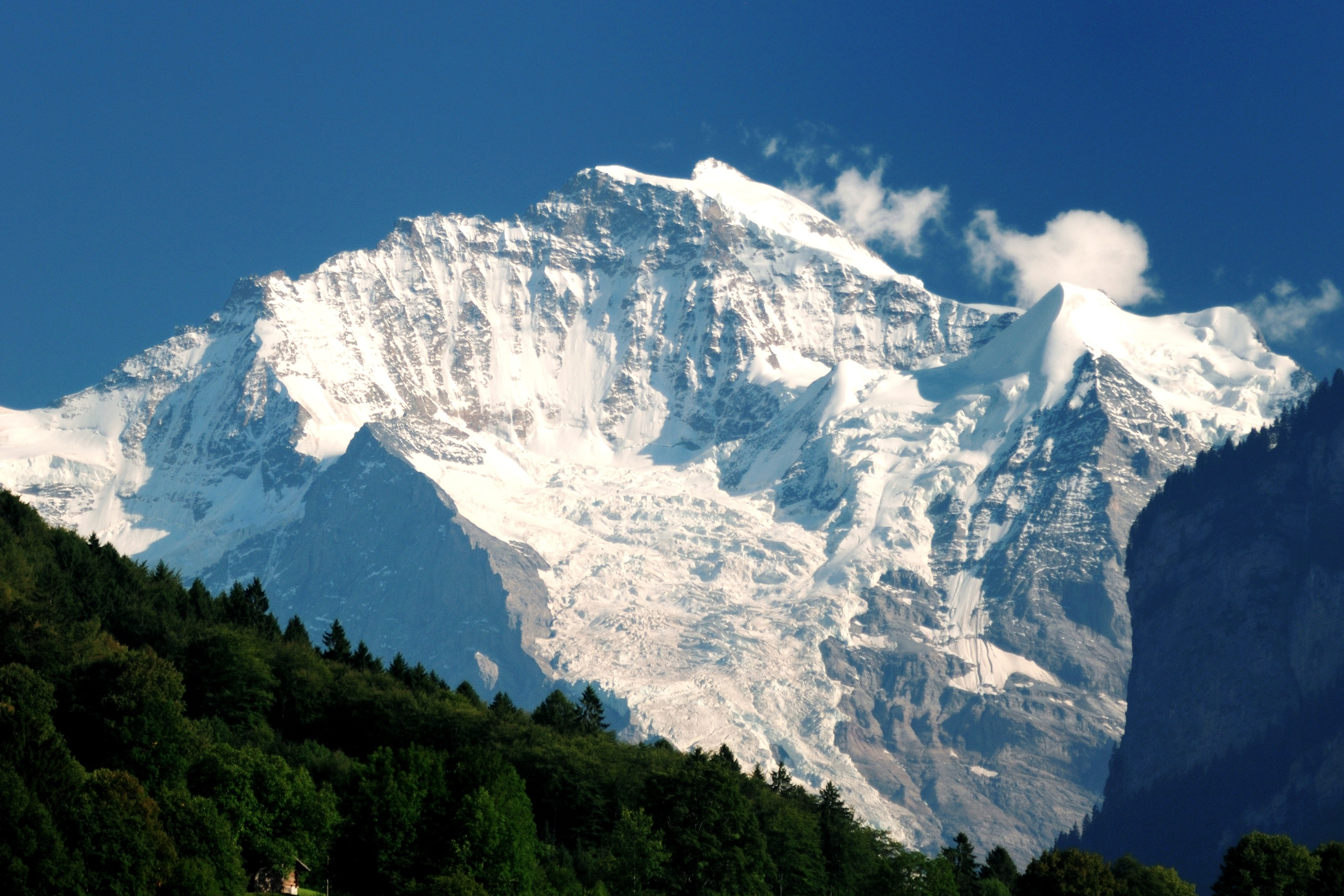
Вид на Юнгфрау та вхід в долину Лаутербруннен з Інтерлакену

Висота Юнгфрау — 4 158 м.н.м. Це третя за висотою гора в Бернських Альпах, після Фінстераархорну та Алечхорну, що знаходяться відповідно на відстані всього 12 та 8 км від Юнгфрау. Але з озера Тун, та більшої частини кантону Берн, це найпомітніша та найближча з вершин Бернського високогір'я; різниця висоти між верхівкою Юнгфрау та містом Інтерлакен (яке називають воротами до цього регіону) становить 3 600 м. Ця різниця та надзвичайна обривистість північного схилу в минулі часи надали вершині репутацію недоступності.
Юнгфрау найзахідніша та найвища точка гігантської гірської стіни завдовжки 10 км, що височить над долинами Лаутербруннен та Грінделвальд. Стіна сформована поєднанням декількох з найпівнічніших схилів в Альпах, а саме схилу Юнгфрау, Мьонха (4 107 м.н.м.) та Айгера (3 970 м.н.м.) на схід від неї, та височить над долинами більш ніж на 3 км. Юнгфрау знаходиться від Айгера на відстані приблизно 6 км; а вершина Мьонху розташована між ними, на відстані 3,5 км від Юнгфрау. На схід стіна продовжується стіною Фішер, а на захід — стіною Лаутербруннен.
Ландшафти довкола гори надзвичайно різноманітні.
- з півночі та заходу, з «жіночої» сторони, їй «прикривають» вершини Венген-Юнгфрау, Шнееборн, Зільберхорн, Хліс Зільберхорн та Шварцмьонх («Чорний монах»), та розірвані льодовики Кюльлауенен та Гіссен.
  - Льодовик Гіссен відомий тим, що в посеред нього виступає темна пляма (скеля), знана як дірка війни — вважається, що коли її покриває снігом/льодом, розпочнеться війна. Так, ця пляма ховалася під кригою перед: війною за іспанську спадщину, німецько-французькою війною 1870/71, Першою (1914) та Другою (1939) світовими війнами, Війною в Затоці та Шестиденною війною.
- на заході Юнгфрау височить майже без льоду на 3 250 м над початком долини Лаутербруннен. Різницю у висоті між глибокою долиною Лаутербруннен (800 м.н.м.) та вершиною Юнгфрау найкраще видно з селища Мюррен. Від дна долини, на захід від гірського масиву, до вершин перепад висоти становить більше 3 км при горизонтальній відстані 4 км. Після Монблану, це другий за висотою прямий обривистий схил в Альпах.
- на відміну від обривистих (та переважно не засніжених) північно-західних схилів, південно-східні схили гори виринають з верхів'я льодовика Алеч лише на висоті бл. 3 500 м.н.м. Двадцяти-кілометрова долина Алеч на південному сході покрита льодовиками і не має людських поселень, так само як і інші льодовикові долини з цього боку гори. Вся ця територія є найбільшою в Альпах, та можливо Європі, територією, покритою льодовиками.[3]. Південний схил височить над прихованим льодовиком Ротталь, а східний — над фірнами сідловини Юнгфрауйох.

## Геологія
Юнгфрау дуже цікава з геологічної точки зору, оскільки тут спостерігається наповзання (кристалічного) масиву Аар на обмежений з півночі та сильно стиснений вапняк з Мезозойської ери. Підніжжя Юнгфрау (на дні долини Лайтербруннен) — з кристалліну, підступи, вершини Шварцмьонх, Ротбретт та Шнеехорн — зі стиснутого вапняку, а вершини Зільберхорн, Венген-Юнгфрау та головна вершина (власне Юнгфрау) складаються з магматитів масиву Аар, що наповзав з півдня.

## Історія назви
Вважається, що назва Юнгфрау пішла з літнього випасу Венгеральп у підніжжя гори, який раніше назвався Юнгфрауенберг (гора дів) по імені монашок Монастиря Інтерлакен.

## Альпінізм

### Історія підкорення
Вершина Юнгфрау була вперше підкорена 03 серпня 1811 року експедицією братів Майер, багатими торговцями з Аарау, з двома гідами — мисливцями на серну з Вале. Підйом відбувався по довгому шляху по льодовиках та сідловинах Бернських Альп: діставшись кантону Вале через перевал Грімзель, вони перейшли через покритий льодовиком перевал Байх, зверху над льодовиком Обералеч, до початку долини Льоченталь, далі до Льоченлюке і до Алецького фірну (західного рукава Алецького льодовика), де створили базовий табір, на північ від Алечхорну. Вони нарешті досягли Юнгфрау через Роттальсаттел 03 серпня. Цей шлях залишався основним, аж поки в 1865 році не було пройдено коротший маршрут по північному схилу гори.
Після такого підкорення «незайманої» вершини в народі її почали також називати «мадам Майер»

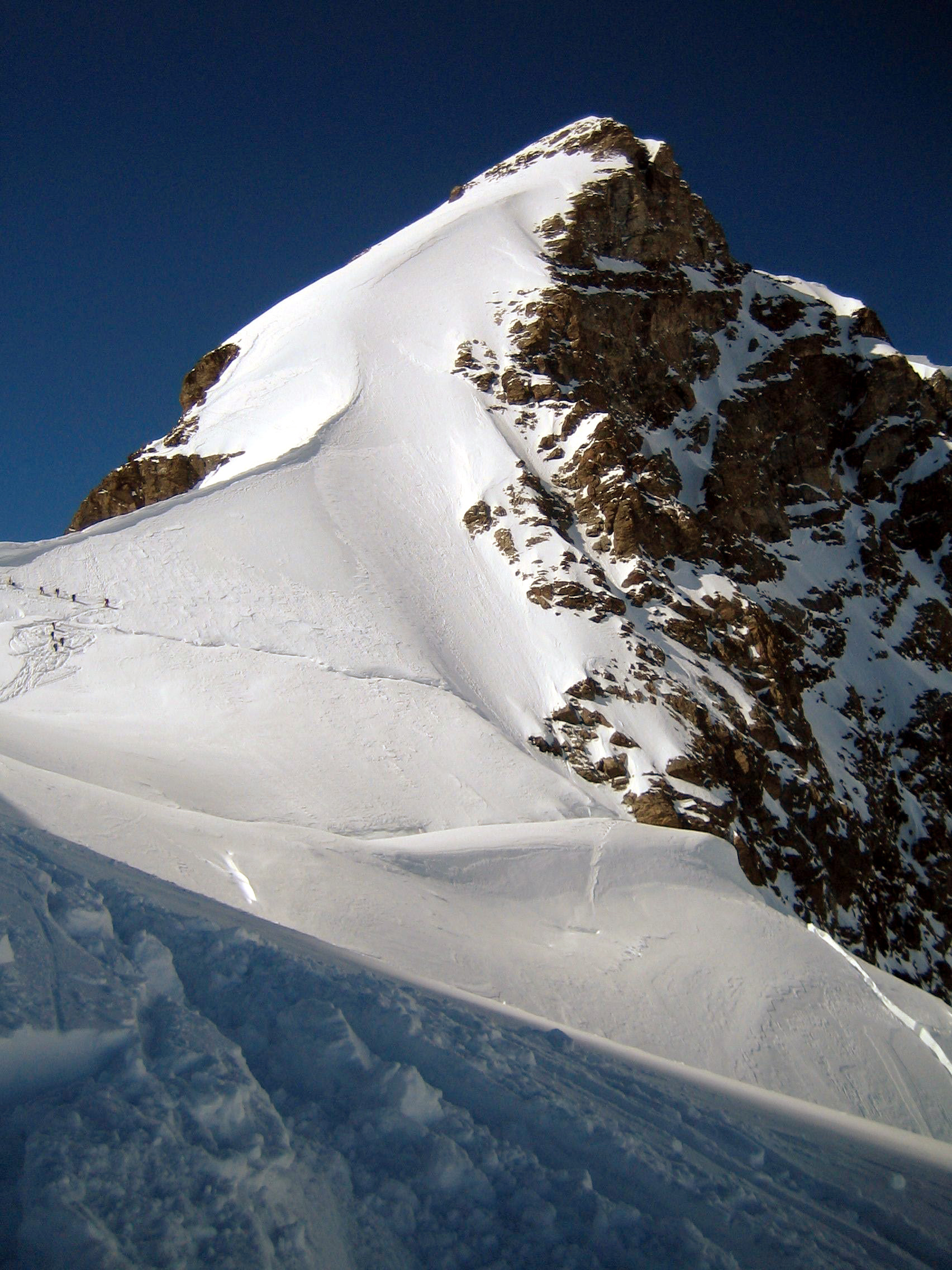
Вид на вершину Юнгфрау від Роттальсаттел

Їхня подорож на той час видавалася екстраординарною і викликала сумніви в тому, що була справді здійснена. Для усунення сумніву, в 1812 році був здійснений ще один підйом. але вже двома синами одного з братів Майер (з іншими учасниками експедиції). Спочатку їхні спроби були невдалі внаслідок поганої погоди і вони були вимушені вичікувати у базових таборах, але врешті-решт, майже через 20 днів від початку підйому молодшому з двох братів (з гідами-мисливцями) вдалося повторити підйом 03 вересня 1812 року.
Третє підкорення було вже в 1828 році, коли експедиція з Грінделвальду встановила свій прапор на вершині. Четвертий та п'ятий — в 1841 та 1842 рр. відповідно.
В 1863 році, експедиція Дж. Тіндала, Дж. Дж. Хорнбі та Т. Х. Філпотта досягла вершини та повернулася до базового вершиною табору під Фаульберг (біля місця, де зараз розташований прихисток Конкордіа) менше ніж за 11 годин. В тому ж самому році, пані Вінкорт стала першою жінкою, яка підкорила Юнгфрау; вона також переночувала в печері Фаульберг, оскільки на той час там не було прихистку.

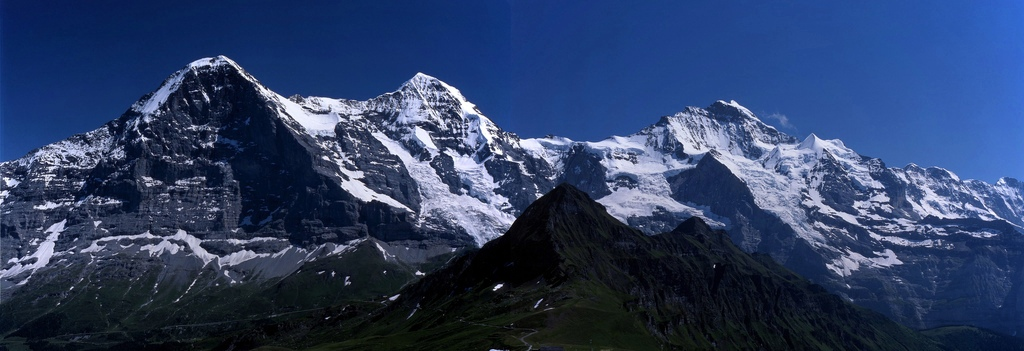
Айгер, Мьонх та Юнгфрау

До будівництва залізниці Юнгфрау, підйом з боку південних льодовиків був дуже довгим. Перший прямий маршрут з долина Лаутербруннен був відкритий 1865 року Джефрі Уінтропом Янгом, Бррруком Джорджем та їхнім гідом Крістіаном Алмером. Вони несли з собою драбини, щоб перебиратися через численні тріщини північного схилу. Провівши ніч на скелях Шнеехорну (3 402 м.н.м.), наступного дня вони дісталися Зільберлюке, сідловини між Юнгфрау та Зільберхорн, а після того вже через три години дісталися вершини. На зворотному шляху вони спускалися по Алецькому льодовику, через Мьонхсйох, провели ще одну ніч на скелях на наступного дня дісталися Грінделвальду. Цей маршрут лишався основним до побудови залізниці Юнгфрау на початку 20-го століття.
Перший зимовий підйом було здійснено 23 січна 1874 р. пані Метою Бревоорт та В. А. Б. Куліджем з гідами Крістіаном та Ульріхом Альмерами. Вони використовували сані для досягнення верхів'я Алецького льодовика. Пані Бревоорт взяла з собою свого улюбленого пса, Чінгеля (його іменем тепер названо один з льодовиків).

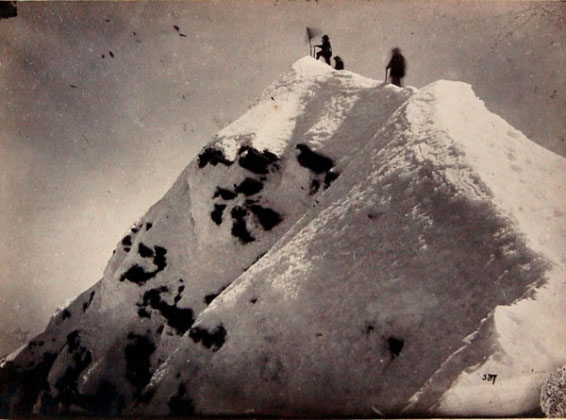
Альпініст на вершині в 1878

З західного боку Юнгфрау була вперше підкорена в 1885 році експедицією з Венгену в складі Фріца та Ульріха фон Альменів, Ульріха Бруннера, Фріца Графа, Карла Шлунеггера, та Йоханна Штегера. Вони піднялися по кряжу Ротталь (нім. Innere Rottalgrat) та досягли вершини 21 вересня.
Більш складний та небезпечний північно-східний кряж, що поєднує вершину з Юнгфрауйох був вперше пройдений майже через 100 років після першого підкорення вершини, 30 липня 1911 року Альбертом Вебером та Гансом Шлунеггером.

### Маршрути
Ротталльсаттел та південно-східний кряж (Зюдостграт), основний маршрут
- Важкість: шкала SAC: ZS- (шкала Frz.: AD-)
- Час проходження: 4-5 годин від прихистку Мьонхсйох нім. Mönchsjochhütte, 3½-4½ години від Юнгфрауйох
- Стартова точка: прихисток Мьонхсйох (3657 м.н.м.)
- Вихідна точка в долині: Грінделвальд (1034 м.н.м.)

Основний маршрут в цілому відповідає маршруту першопрохідців, але без довгого наближення по льодовику Алеч. Від залізничної станції Юнгфрауйох шлях до вершини займає лише декілька годин, але більшість починають з прихистку Мьонхсйох. Після перетинання фірну Юнгфрау, маршрут веде до Роттальсаттель (3 885 м.н.м.), а звідти південний кряж веде до вершини Юнгфрау.
Остання секція підйому здійснюється по одному з найдовших та найвужчих льодовикових кряжів, які є в Альпах, за яким око падає на майже 1 км вниз до льодовика Ротталь на захід від Юнгфрау. Якщо людина має ідеальну стійкість в ногах, в неї відсутнє вертиго та вона взяла першокласного гіда, то небезпеки не має, якщо, звичайно, не дуже рано в сезоні або після важкого снігу (це місце мало найбільшу кількість нещасних випадків). Коли у фірні необхідно вирізати сходи, на підйом на триста метрів від Саттель до вершини можна витратити три години. Ближче до вершини деякі скелі виринають з-під снігу, але власне вершина є майже рівним кряжем замерзлого снігу, яким сповзає по боках наче дуже гостроверхий дах будинку.
З вершини відкривається чудовий краєвид: з одного боку, на льодові рівнини Алецького льодовика та високі вершини близьких та дальших гір; з іншого — на зелені заселені долини на глибині три кілометри від вершини.
Внутрішній кряж Ротталь
- Важкість: шкала SAC: ZS (шкала Frz.: AD)
- Час проходження: 6-7 годин
- Стартова точка: прихисток Ротталь (2755 м.н.м.)
- Вихідна точка в долині: Штехельберг (919 м.н.м.)

Північно-західний кряж або кряж «Ротбретт»
- Важкість: шкала SAC: S (шкала Frz.: D)
- Час проходження: 8-12 годин
- Стартова точка: прихисток Зільберхорн (2663 м.н.м.)
- Вихідна точка в долині: Штехельберг (919 м.н.м.)

Північно-східний кряж
- Важкість: шкала SAC: S+, IV (шкала Frz.: D+; з IV. рівнем скелелазіння UIAA)
- Час проходження: 8-10 годин
- Стартова точка: Юнгфрауйох (3454 м.н.м.)
- Вихідна точка в долині: Грінделвальд (1034 м.н.м.)

### Нещасні випадки
Юнгфрау вважається горою легкодоступною, але на ній трапляється багато нещасних випадків. Найбільша кількість нещасних випадків трапляється саме на основному маршруті, який не вважається дуже складним, але його верхня частина проходить по дуже вузькому, вкритому льодом та обривистому кряжу Роттальсаттель над льодовиком Ротталь, який знаходиться майже в одному кілометрі знизу. Ця частина особливо небезпечна після сильного снігопаду або занадто рано в сезоні.
Один з найтяжчих нещасних випадків стався 12 липня 2007, коли загинули шість новобранців-гірських спеціалістів швейцарської армії. Військовий трибунал надалі дійшов висновку, що ризик сходження лавини був недооцінений, і вони викликали лавину на Роттальсаттель аж до льодовика за 1 км внизу; їхнього гіда при цьому виправдали.

## Юнгфрауйох та туризм
Колись давно до Юнгфрау було складно дістатися. Тепер Залізниця Юнгфрау курсує потяги через скельний тунель до залізничної станції Юнгфрау на висоті 3 454 м.н.м, найвищої у Європі. Сама сідловина Юнгфрауйох є найнижчою точкою між горами Юнгфрау та Мьонх.
Ідея будівництва такої високогірної залізниці і тунелю до Юнгфрауйох виникла в 1893 р. у Адольфа Гайера-Целлера з бажання зробити льодовикові території доступнішими для люду. Будівництво тунелю зайняло три роки, і верхня станція відкрилася лише в 1912. Мета була взагалі досягнути вершини Юнгфрау ліфтом від вищої залізничної станції в скельній породі. Але проєкт не був закінчений до початку Першої світової війни.

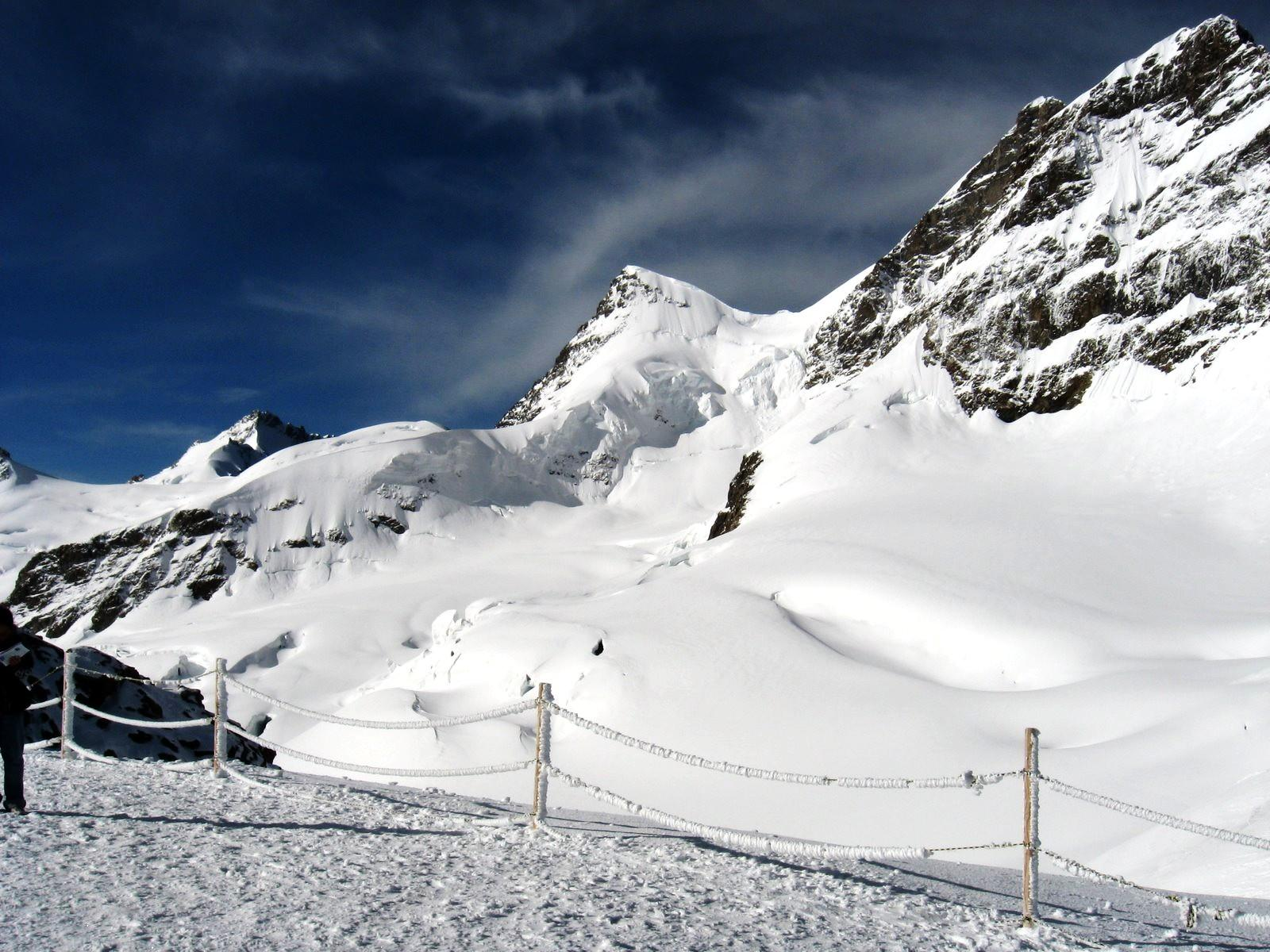
Східний схил Юнгфрау з Юнгфрауйох

Потяг в гору відходить від перевалу Кляйне Шайдегг, до якого можна дістатися потягами з селища Грінделвальд або з селища Лаутербруннен через с. Венген. Спочатку тунель іде на схід, до Айгера. До прибуття на Юнгфрауйох (сама станція фактично знаходиться в горі Мьонх), потяг двічі зупиняється на декілька хвилин — на станціях Айгерванд (в північному схилі Айгера) та Айсмеер (на південній стороні), де пасажири можуть крізь вікна в скелі подивитися назовні. Дорога триває 50 хв. вгору та 35 вниз (бо без зупинок).
На Юнгфрауйох (переважно в південній стороні Мьонх) побудовано багато тунелів та будівель: є готель, два ресторани, обсерваторія, дослідницька станція, невеликий кінозал, лижна школа, та «Льодовий Палац», вирізаний прямо в льодовику і який містить колекцію льодових скульптур. Інший тунель веде назовні, до пласкою, покритої снігом території, де можна прогулятися, покататися на лижах, санках, та подивитися вниз на Конкордіаплац, Алецький льодовик, та оточуючі гори.
Крім Юнгфрауйох, значна інфраструктура була побудована у двох долинах на північ від Юнгфрау (разом називаються «Регіон Юнгфрау») — готелі, ресторани, залізниці, підйомники тощо. Перший громадський кабельний підйомник у підніжжя Веттерхорну відкрився в 1908 році, але через сім років був закритий. Найкращі види Юнгфрау та її масив можна спостерігати з Шілтхорна вище Мюррена або з Меннліхена над Венгеном.

## Юнгфрау у мистецтві

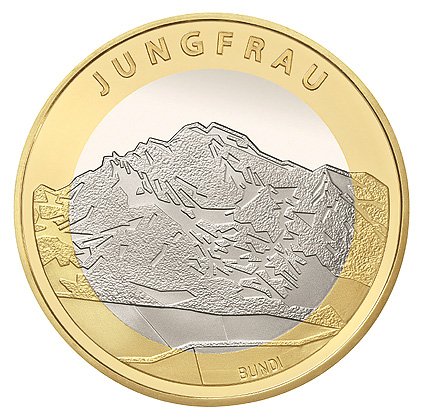
Пам'ятна швейцарська монета 2005

Серед інших, про Юнгфрау згадується у творчості таких митців:
- Йоганн-Фрідріх Шиллер, Вільгельм Телль, вірш 628 (1804 р.).
- Джордж Гордон Байрон, драма Манфред (1817 р.), події відбуваються у півдніжжя та на вершині масиву.
- Художник Фердінанд Ходлер неодноразово малював Юнгфрау, в тому числі перспективно спотворену «Jungfrau über dem Nebelmeer».
- Художник Алекс Діггельман (серед іншого, автору дизайну кубку УЄФА) видав в 1958 р. збірку літографій під назвою Юнгфрау, моя гора.
- Штефан Бунді прикрасив в 2005 році зображенням гори одну зі швейцарських пам'ятних монет.
- в січні 2012 року до століття Залізниці Юнгфрау на вершину гори світловими митцем Джеррі Хоффсштеттером було спроєктовано гігантський прапор Швейцарії, час від часу поряд зі хрестом на прапорі проєктувався образ архітектора залізниці та фото одного з потягів.[17]

Окремі художні зображення гори:

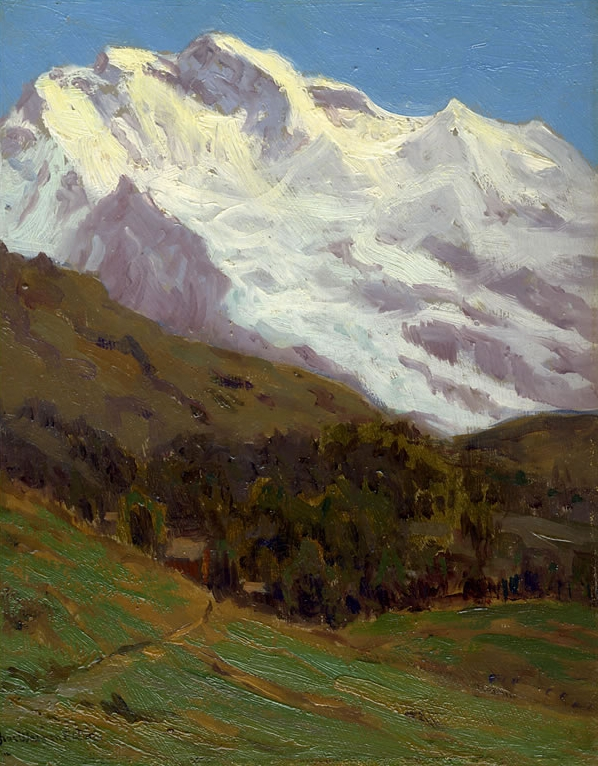
Чарльз Уорен Ітон Юнгфрау, Швейцарія. Галерея Кулі в Рід-коледж.
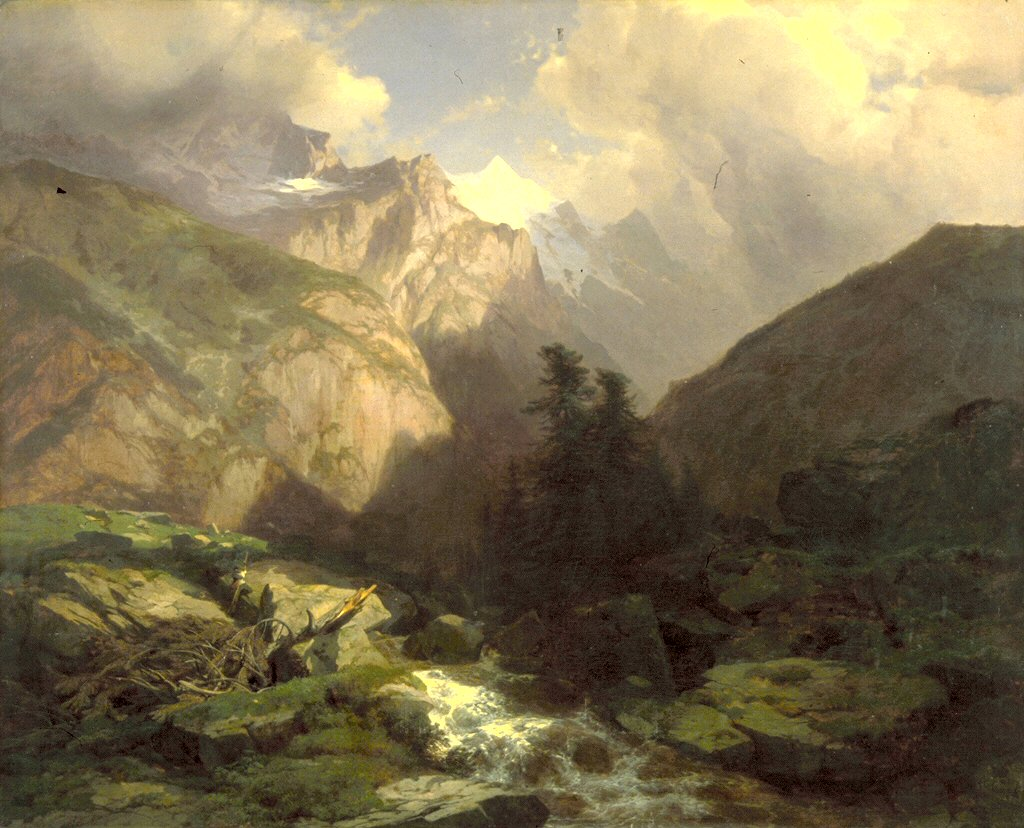
Олександр Каламе Юнгфрау, Швейцарія. Художній музей Волтерс.
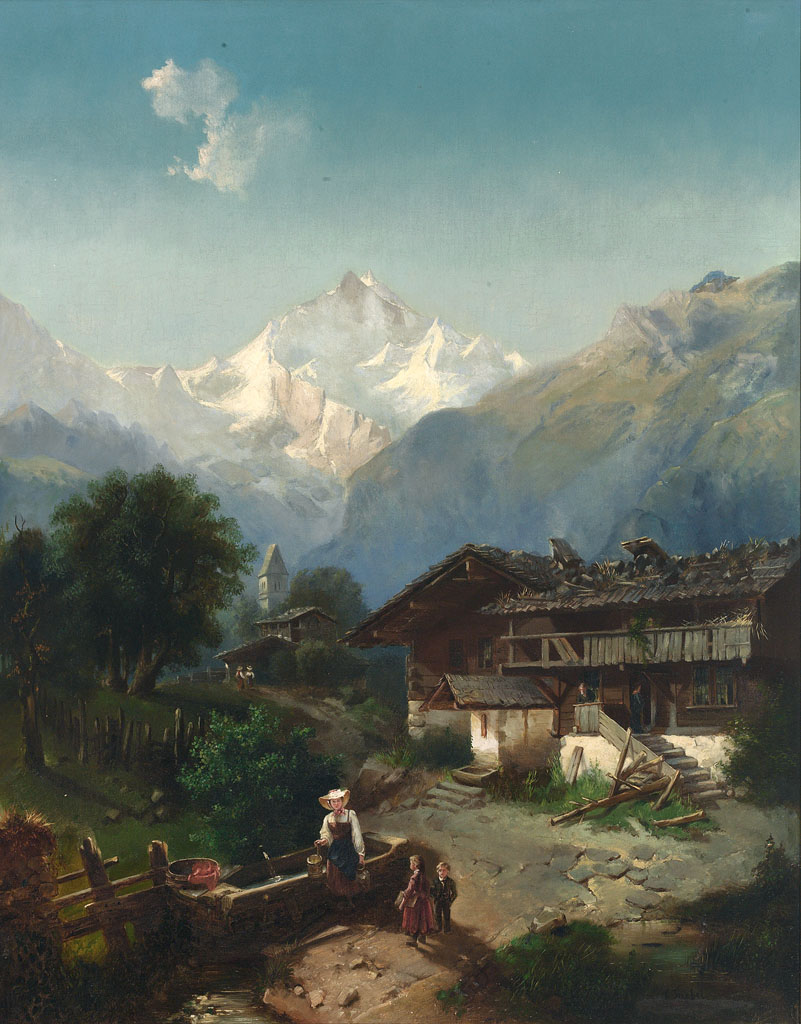
Карл Трібель Масив Юнгфрау, Швейцарія. Попереду видно частину Бернського високогір'я.
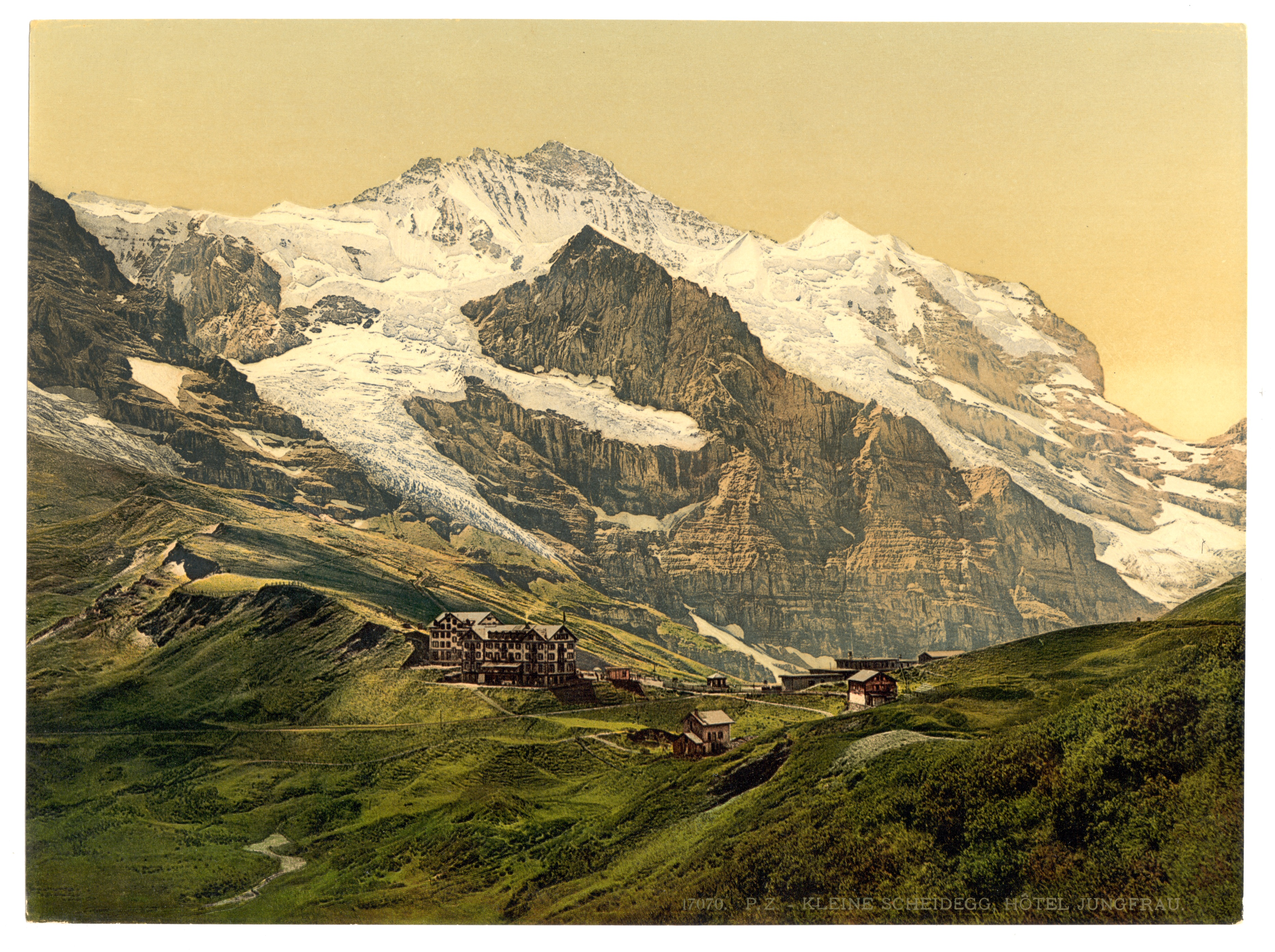
Юнгфрау та Кляйне Шайдегг, Швейцарія, бл.1900.
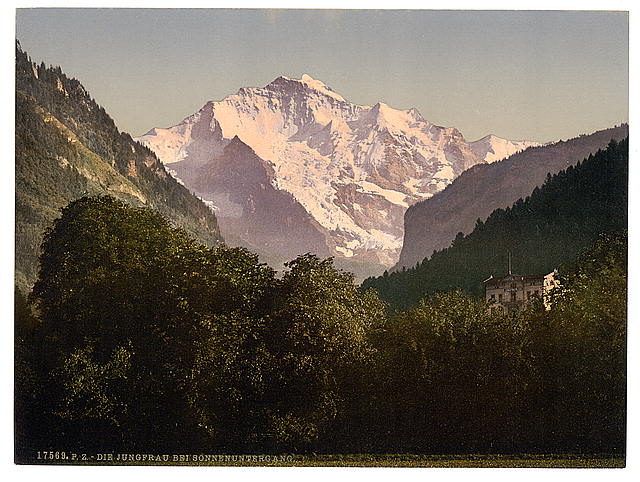
Вид  з Інтерлакену на вечірній зорі (в 1900)
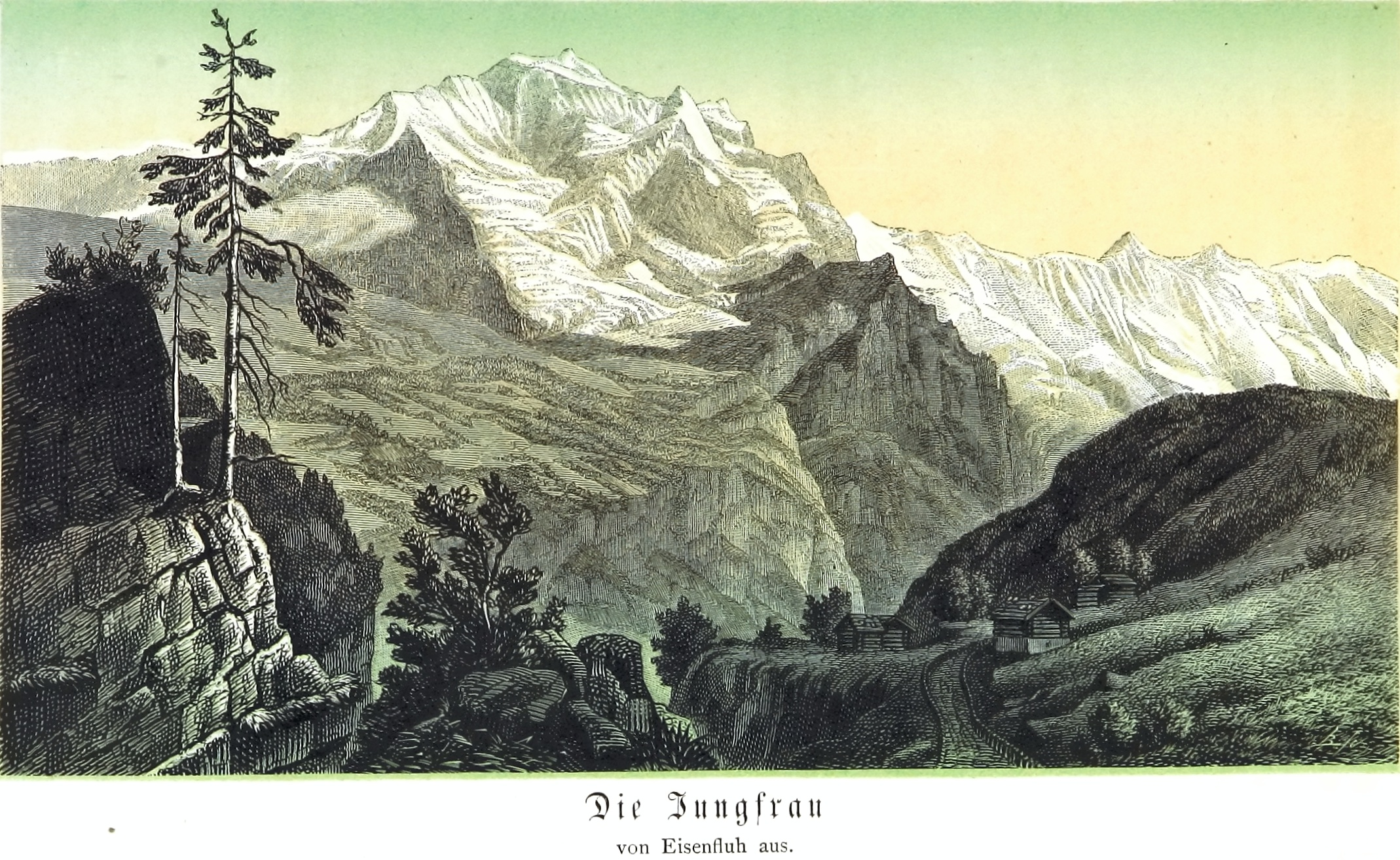
Юнгфрау від Айзенфлу (в 1874)

## Галерея видів

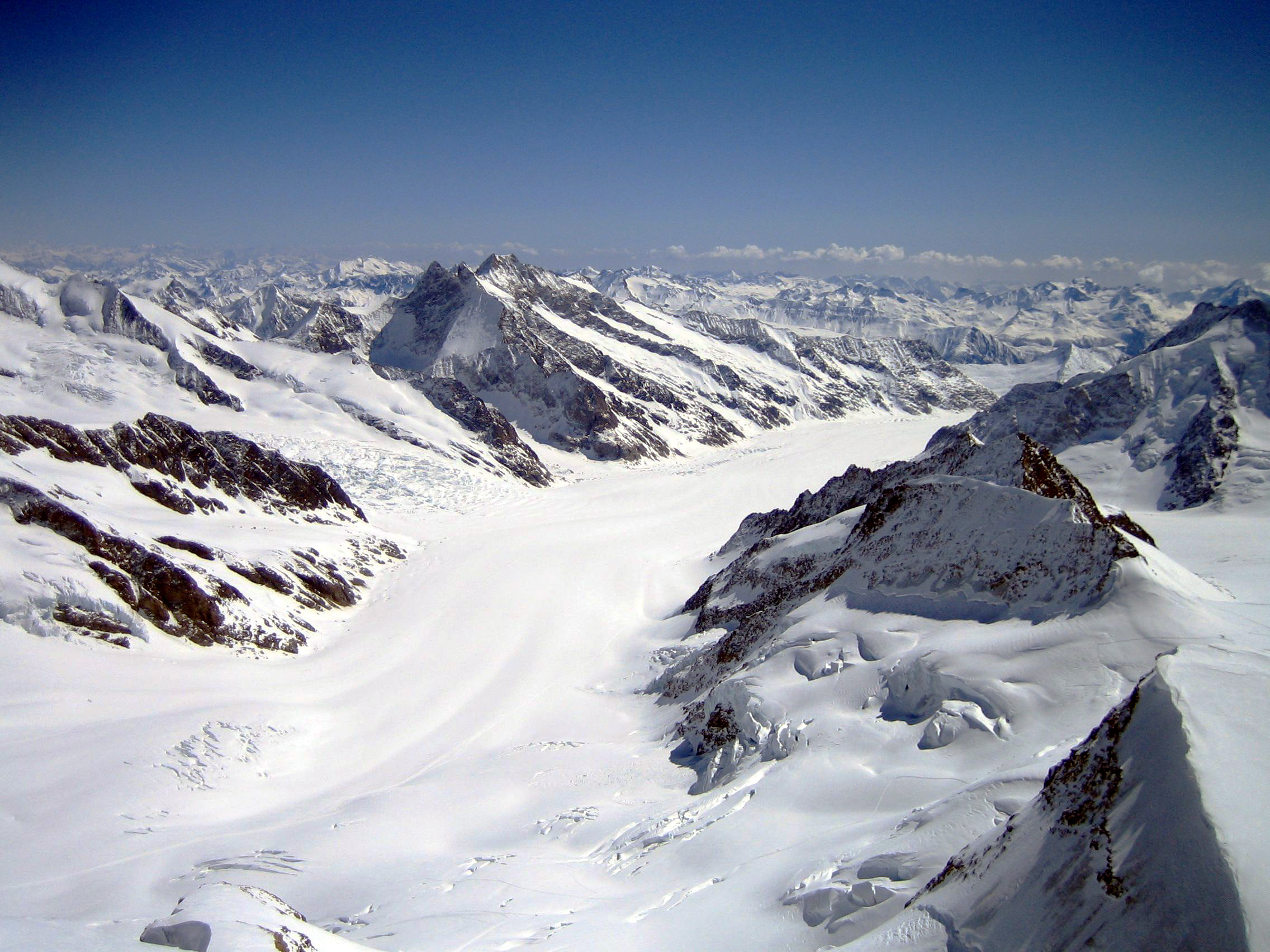
Вид на Алецький льодовик та Конкордіаплац з вершини Юнгфрау
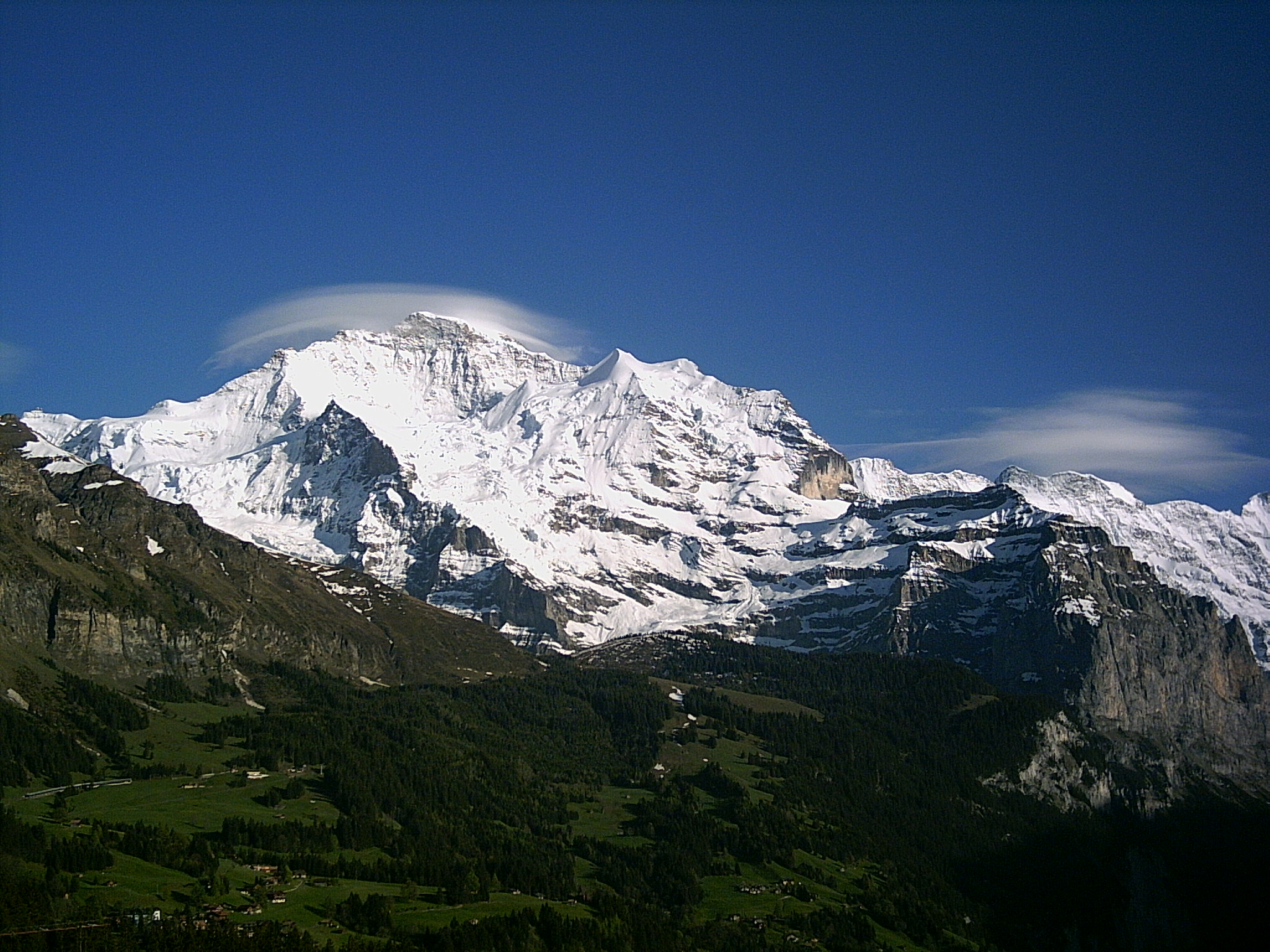
Вид на Юнгфрау з с.Венген.
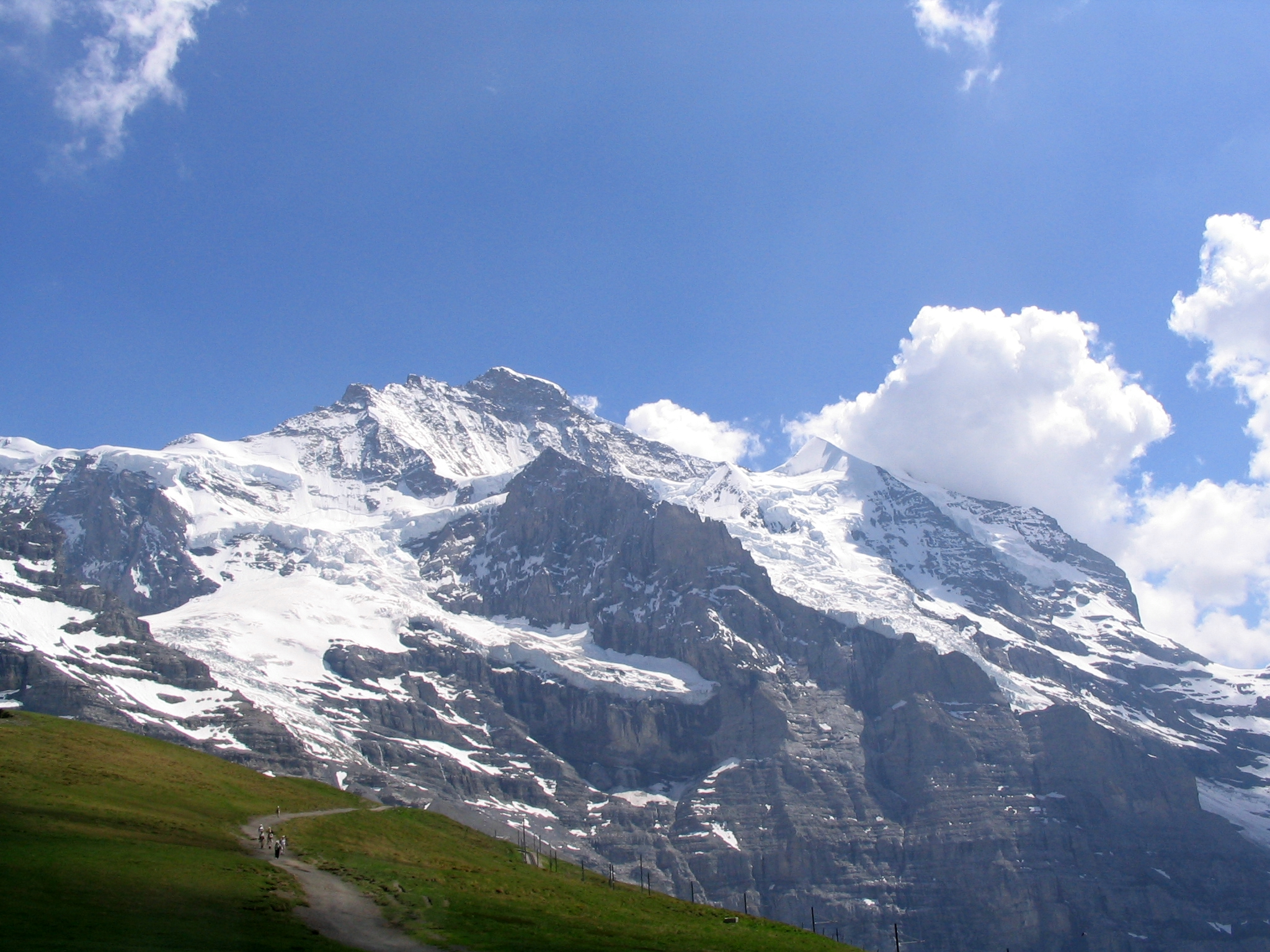
Північна сторона (вид від Кляйне Шайдегг)
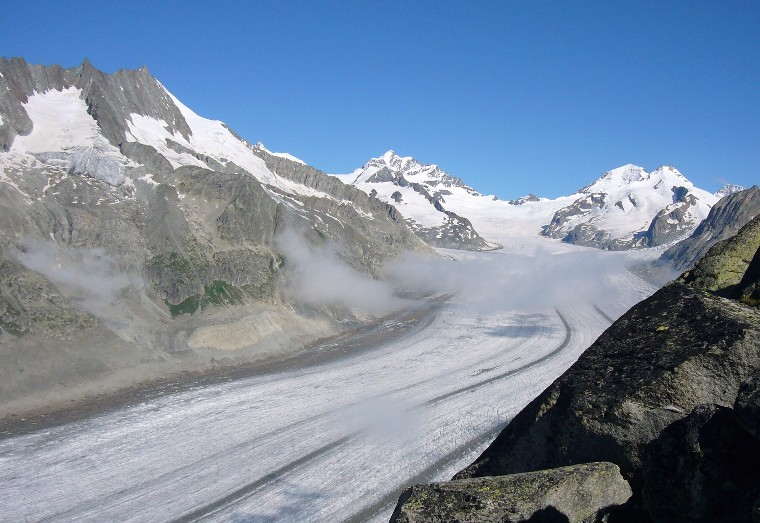
Юнгфрау з півдня з льодовиком Алеч між Драйекхорн (спереду зліва) та Мьонх